# اسرائیل راسل
اسرائیل راسل (انگلیسی: Israel Russell؛ ۱۰ دسامبر ۱۸۵۲ – ۱ مهٔ ۱۹۰۶) یک زمین‌شناس خاطره‌نویس اهل ایالات متحده آمریکا بود.